# شيغيلة زحارية من النمط الثامن
شيغيلة زحارية من النمط الثامن (بالإنجليزية: Shigella dysenteriae type 8)‏ هي نمط بكتيري من أنماط الشيغيلة الزحارية ضمن شعبة المتقلبات.